# Хуту (меркит)
Хуту, Худу (? — 1217) — один из шести сыновей меркитского вождя Тохтоа-беки.

## Биография
При жизни Хуту неоднократно воевал с монголами Чингисхана и его союзниками: так, в 1198 (по другим источникам — 1202) году во время набега кереитского хана Тоорила (Ван-хана) Хуту вместе с другими родственниками Тохтоа-беки попал в плен и лишь при нападении найманов на ханские кочевья смог сбежать в Баргуджин-Токум, где скрывался его отец. В 1201 году Хуту в числе некоторых других нойонов поддержал возведение в гурханы («властители вселенной») злейшего врага Чингисхана Джамухи, а позже был отправлен последним в передовые во время сражения с монголами при урочище Койтен. Когда войска Джамухи потерпели в этом бою поражение, Хуту покинул бывшего союзника и откочевал со своими людьми к Селенге.
Осенью 1204 года против меркитов выступил сам Чингисхан; меркитский улус был покорён, однако Тохтоа-беки и Хуту с небольшим числом воинов удалось уйти от неприятеля. В следующем году во время сражения с монголами Тохтоа погиб, и Хуту с братьями, не имея возможности похоронить отца, бежали с его отрезанной головой в земли кипчаков. Преследовать бежавших меркитов Чингисхан отправил одного из своих военачальников Субэдэя-багатура, однако лишь несколько лет спустя, в 1217 году, войска под командованием Субэдэя и старшего сына Чингисхана Джучи разгромили остатки меркитов на реке Чуй (вероятно, река Чу на территории современных Казахстана и Кыргызстана), а Хуту и его братья были убиты.
Дочь Хуту, Дорегене, Чингисхан выдал за своего третьего сына Угэдэя; рождённый от неё сын Гуюк впоследствии стал великим ханом и правил Монгольской империей с 1246 по 1248 год.

## В культуре
Хуту стал персонажем романа Исая Калашникова «Жестокий век» (1978).